# Фабріс Лукіні
Фабріс Лукіні (фр. Fabrice Luchini; нар. 1 листопада 1951, Париж, Франція) — французький актор театру, кіно та телебачення. Багаторазовий номінант та лауреат премії «Сезар» 1994 року за найкращу чоловічу роль другого плану у фільмі Клода Лелуша «Усе про це» (1993). .

## Біографія
Фабріс Лукіні народився 1 листопада 2958 року в Парижі в сім'ї торговців овочами, італійських імігрантів з Ассізі. У 13-річному віці Фабріса було виключено з ліцею за погану поведінку і він став освоювати перукарську справу, але незабаром, покинувши це заняття, почав як конферансьє проводити виступи у нічних клубах.
У кіно Фабріс Лукіні дебютував у 1969 році фільмом «Усе може статися» режисера Філіпа Лабро, який запримітив молодого конферансьє у нічному клубі та запропонував йому невелику роль. Після цього дебюту Фабріс Лукіні вступив на курси драматичної майстерності Жана-Лорана Коше, де на нього звернув увагу режисер Ерік Ромер, що став для Лукіні справжнім хрещеним батьком в кіно: починаючи з фільму «Коліно Клер» (1970), режисер регулярно запрошує актора у свої стрічки, а ролі в його фільмах «Персеваль Гальський» (1979) та «Ночі повного місяця» (1984, номінація на премію «Сезар» за найкращу чоловічу роль другого плану) стали одними з найкращих у творчій біографії актора.
Справжнє визнання до Лукіні приходить лише у 1990 році після зіграної ним головної ролі у «Нелюдимій» режисера-дебютанта Крістіана Венсана, за яку актора вперше було номіновано на «Сезар» як найкращого актора у головній ролі.
У 1994 році Фабріс Лукіні знявся в костюмованому історичному фільмі Клода Лелюша «Полковник Шабер», за акторську роботу в якому вчетверте номінувався на «Сезара».
З другої половини 1990-х Лукіні активно працює на театральній сцені і на телебаченні та з'являється на кіноекрані в середньому раз на рік.
За час своєї акторської кар'єри Фабріс Лукіні зіграв ролі майже у 80 кіно- та телефільмах та 9 разів був номінований на французьку національну кінопремію «Сезар».
За роль у фільмі 2015 року «Горностай» режисера Крістіана Венсана Фабріс Лукіні виграв Кубок Вольпі як найкращий актор на 72-му Венеціанському міжнародному кінофестивалі.

## Особисте життя
Фіабріс Лукіні є батьком французької акторки, сценаристки та кінорежисерки Емми Лукіні.

## Фільмографія (вибіркова)
| Рік  | Українська назва                      | Оригінальна назва                    | Роль                  |
| ---- | ------------------------------------- | ------------------------------------ | --------------------- |
| 1969 | Усе може статися                      | Tout peut arriver                    | Фабріс                |
| 1970 | Коліно Клер                           | Le Genou de Claire                   | Венсан                |
| 1974 | Аморальні історії                     | Contes immoraux                      | Андре                 |
| 1979 | Віолетта Нозьєр                       | Violette Nozière                     | Камю                  |
| 1979 | Персеваль Галльський                  | Perceval le Gallois                  | Персеваль             |
| 1980 | Навіть діти сумують                   | Même les mômes ont du vague à l'âme  | Артур                 |
| 1981 | Дружина льотчика                      | La Femme de l'Aviateur               | Меркіллат             |
| 1984 | Ночі повного місяця                   | Nuits de la Pleine Lune              | Октав                 |
| 1984 | Еммануель 4                           | Emmanuelle 4                         | гіпнотизер            |
| 1984 | Не присягайтеся ні в чому             | Il ne faut jurer de rien             | Ніколя                |
| 1985 | Макс, моє кохання                     | Max mon amour                        | Ніколя                |
| 1985 | П. Р. О. Ф. І.                        | P.R.O.F.S.                           | Мішель                |
| 1986 | Готель щастя                          | Hotel du paradis                     | Артур                 |
| 1986 | Сімейна рада                          | Conseil de famille                   | адвокат               |
| 1987 | 4 пригоди Ренетт і Мірабель           | 4 Aventures de Reinette et Mirabelle | продавець картини     |
| 1987 | Вуха між зубами                       | Les Oreilles entre les dents         | Люк Фабрі             |
| 1988 | Колір вітру                           | La Couleur du vent                   | Серж                  |
| 1988 | Пташко, я тебе обпатраю               | Alouette je te plumerai              | Жак                   |
| 1990 | Уран                                  | Uranus                               | мосьє Журден          |
| 1990 | Нелюдима                              | La Discrète                          | Антуан                |
| 1992 | Зовсім нічого                         | Riens du tout                        | мосьє Лепетіт         |
| 1992 | Повернення Казанови                   | Le Retour de Casanova                | Каміль                |
| 1993 | Дерево, мер і медіатека               | L'Arbre, le maire et la médiathèque  | Марк Ресіньоль        |
| 1993 | Отруйна справа                        | Toxic affair                         | аналітик              |
| 1993 | Усе про це                            | Tout ça… pour ça!!                   | Фабріс Ленорман       |
| 1994 | Полковник Шабер                       | Le Colonel Chabert                   | Дервій                |
| 1995 | Рік Джульєтти                         | L'Année Juliette                     | Каміль Прадер         |
| 1996 | Чоловік і жінка : спосіб застосування | Hommes femmes: mode d'emploi         | Фабіо Ліні            |
| 1996 | Безрозсудний Бомарше                  | Beaumarchais, l'insolent             |                       |
| 1997 | Дуже чисте повітря                    | Un Air si pur                        | Магнус                |
| 1997 | До бою                                | Le Bossu                             | Гонзак                |
| 1999 | Нічого про Робера                     | Rien sur Robert                      | Дідьє Темпль          |
| 1999 | Тільки не скандал                     | Pas de scandale                      | Грегуар Жанкур        |
| 2001 | Барни та його маленькі неприємності   | Barnie et ses petites contrariétés   | Барні, чоловік Люсі   |
| 2003 | Ціна життя                            | Le Coût de la vie                    | Бретт                 |
| 2004 | Відверте визнання                     | Confidences trop intimes             | Вільям                |
| 2005 | Дзвін продзвонив                      | La Cloche a sonné                    | Симон Аркос           |
| 2006 | Жан-Філіп                             | Jean-Philippe                        | Фабріс                |
| 2007 | Мольєр                                | Molière                              | мосьє Жорден          |
| 2008 | Париж                                 | Paris                                | Ролан Верней          |
| 2008 | Дівчина з Монако                      | La Fille de Monaco                   | Бертран Бовуа         |
| 2008 | Високий музей, низький музей          | Musée haut, musée bas                | охоронець музею Малро |
| 2010 | Гості мого батька                     | Les Invités de mon père              | Арно Помелль          |
| 2010 | Відчайдушна домогосподарка            | Potiche                              | Робер Пуйоль          |
| 2012 | Астерікс і Обелікс у Британії         | Astérix chez les Bretons             | Юлій Цезар            |
| 2012 | У будинку                             | Dans la maison                       | Germain               |
| 2013 | Альцест на велосипеді                 | Alceste à bicyclette                 | Серж Танне            |
| 2014 | Джемма Бовері                         | Gemma Bovery                         |                       |
| 2015 | Горностай                             | L'Hermine                            | Ксав'є Расін          |
| 2018 | Імператор Парижа                      | L'Empereur de Paris                  | Жозеф Фуше            |
| 2019 | Життя на повторі                      | Un homme pressé                      | Ален Ваплер           |

## Визнання
| Рік                                   | Категорія                                | Фільм                 | Результат |  |
| ------------------------------------- | ---------------------------------------- | --------------------- | --------- |  |
| Премія Сезар                          |                                          |                       |           |  |
| 1985                                  | Найкращий актор другого плану            | Ночі повного місяця   | Номінація |  |
| 1991                                  | Найкращий актор                          | Нелюдима              | Номінація |  |
| 1993                                  | Найкращий актор другого плану            | Повернення Казанови   | Номінація |  |
| 1994                                  | Найкращий актор другого плану            | Усе про це            | Перемога  |  |
| 1995                                  | Найкращий актор другого плану            | Полковник Шабер       | Номінація |  |
| 1997                                  | Найкращий актор                          | Безрозсудний Бомарше  | Номінація |  |
| 2008                                  | Найкращий актор другого плану            | Мольєр                | Номінація |  |
| 2013                                  | Найкращий актор                          | У будинку             | Номінація |  |
| 2014                                  | Найкращий актор                          | Альцест на велосипеді | Номінація |  |
| 2016                                  | Найкращий актор                          | Горностай             | Номінація |  |
| 2017                                  | Найкращий актор                          | Моя краля             | Номінація |  |
|                                       |                                          |                       |           |  |
| 1991                                  | Приз Жана Габена                         | Приз Жана Габена      | Перемога  |  |
| Московський міжнародний кінофестиваль |                                          |                       |           |  |
| 1900                                  | Приз Срібний Георгій найкращому акторові | Мольєр                | Перемога  |  |
| Приз Європейської кіноакадемії        |                                          |                       |           |  |
| 2013                                  | Найкращий актор                          | У будинку             | Номінація |  |
| Кришталевий глобус                    |                                          |                       |           |  |
| 2014                                  | Найкращий актор                          | Альцест на велосипеді | Номінація |  |
| Венеційський кінофестиваль            |                                          |                       |           |  |
| 2015                                  | Кубок Вольпі за найкращу чоловічу роль   | Горностай             | Перемога  |  |
| Премія «Люм'єр»                       |                                          |                       |           |  |
| 2016                                  | Найкращий актор                          | Горностай             | Номінація |  |